# Baumgarten (Eichstedt)
Baumgarten ist ein Ortsteil der Gemeinde Eichstedt (Altmark) im Landkreis Stendal in Sachsen-Anhalt.

## Geographie
Baumgarten, ein Haufendorf mit Kirche, liegt sieben Kilometer nördlich der Kreisstadt Stendal in der Altmark.
Nachbarorte sind Eichstedt (Altmark) im Nordwesten, Lindtorf und Rindtorf im Nordosten und Jarchau im Südosten.

## Geschichte

### Mittelalter bis Neuzeit
Bereits im Jahre 1157 wird ein Fredericus de Bomgarden in Werben in einer Urkunde als Zeuge genannt.
Im Jahre 1238 wurde der Ort Baumgarten erstmals genannt – zusammen mit Jarchau als Gartgouve iuxta Bungerden (also Jarchau in der Nähe von Baumgarten). Weitere Nennungen sind 1383 tu Bomgarde, 1426 to bomgarden und 1687 Baumgartten. Später war Baumgarten Kirchdorf und landtagsfähiges Rittergut.
Bei der Bodenreform 1945 wurde das Rittergut Baumgarten enteignet. Im Jahre 1953 entstand im Dorf die erste Landwirtschaftliche Produktionsgenossenschaft vom Typ III, die LPG „Einigkeit“.

### Eingemeindungen
Dorf und Gut Baumgarten gehörten bis 1807 zum Arneburgischen Kreis der Mark Brandenburg in der Altmark. Danach lagen sie bis 1813 im Kanton Arneburg auf dem Territorium des napoleonischen Königreichs Westphalen. Ab 1816 gehörten beide zum Kreis Stendal, dem späteren Landkreis Stendal.
Am 30. September 1928 wurden die Landgemeinde Baumgarten mit dem Gutsbezirk Baumgarten und der Gutsbezirk Eichstedt mit der Landgemeinde Eichstedt zu einer Landgemeinde Eichstedt im Landkreis Stendal zusammengeschlossen.

### Einwohnerentwicklung

#### Ortsteil
| Jahr | Einwohner |
| ---- | --------- |
| 2014 | [00]71    |
| 2015 | [00]67    |
| 2017 | [00]65    |
| 2018 | [00]64    |

| Jahr | Einwohner |
| ---- | --------- |
| 2020 | [00]52    |
| 2021 | [00]57    |
| 2022 | [0]55     |
| 2023 | [0]57     |

#### Dorf/Landgemeinde
| Jahr | Einwohner |
| ---- | --------- |
| 1734 | 39        |
| 1772 | 39        |
| 1790 | 58        |
| 1798 | 45        |
| 1801 | 59        |
| 1818 | 46        |

| Jahr | Einwohner         |
| ---- | ----------------- |
| 1840 | 58                |
| 1864 | 89 (Dorf und Gut) |
| 1871 | 89                |
| 1885 | 23                |
| 1895 | 25                |
| 1905 | 23                |

Quelle:

#### Gut/Gutsbezirk
| Jahr | Einwohner  |
| ---- | ---------- |
| 1798 | 10 (Gut 1) |
| 1798 | 12 (Gut 2) |
| 1885 | 55         |
| 1895 | 45         |
| 1905 | 42         |

Quelle:

## Religion
Die evangelische Kirchengemeinde Baumgarten, die früher zur Pfarrei Eichstedt gehörte, wird heute betreut vom Pfarrbereich Arneburg des Kirchenkreises Stendal im Bischofssprengel Magdeburg der Evangelischen Kirche in Mitteldeutschland.

## Kultur und Sehenswürdigkeiten

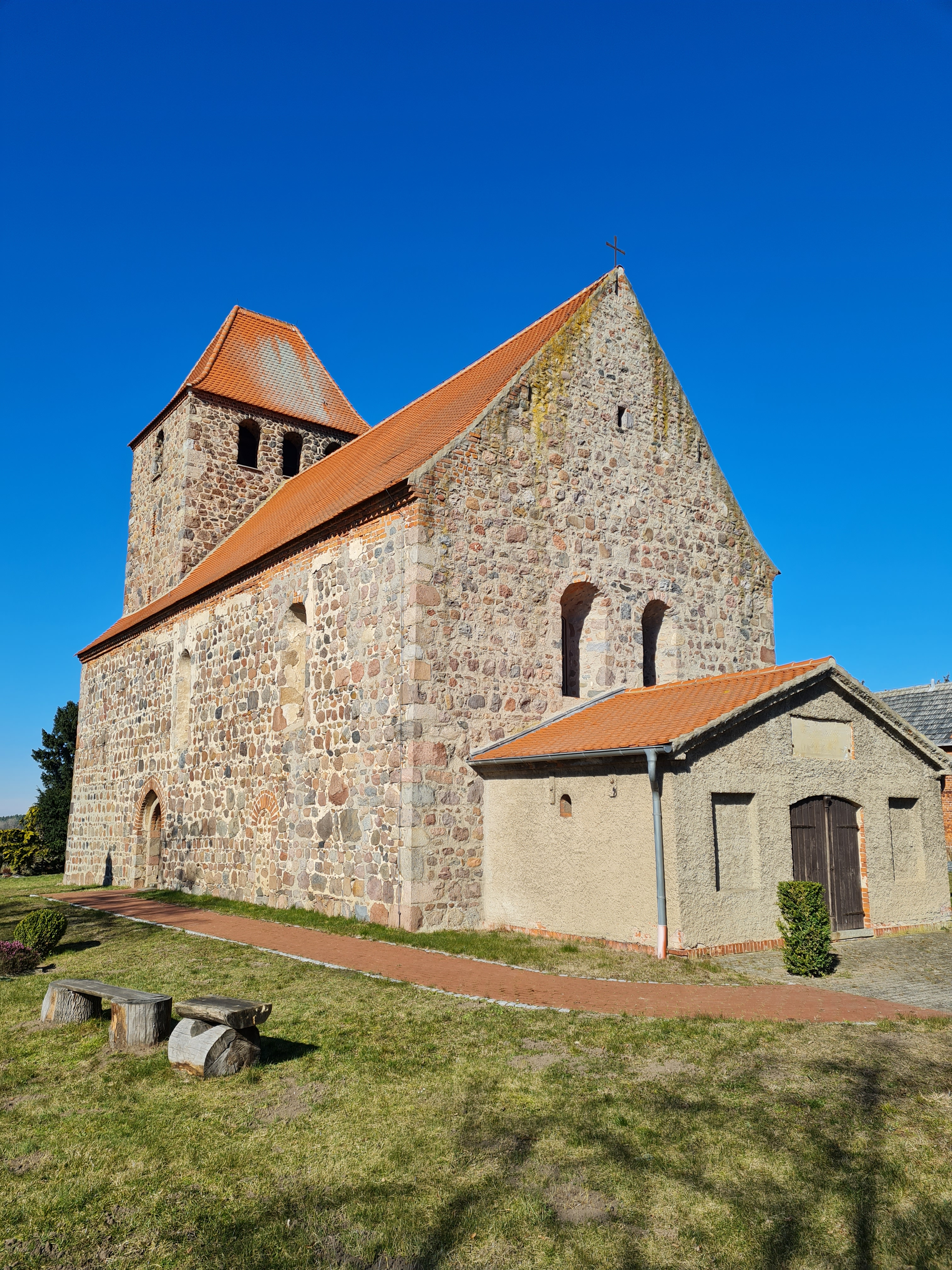
Dorfkirche Baumgarten (Eichstedt)

Die evangelische Dorfkirche Baumgarten, eine Feldsteinkirche, wurde um 1250 erbaut und hatte 1707 einen Fachwerkturm erhalten, der im Juli 1951 durch Blitzschlag in Brand geriet. Im Jahre 1954 ist der Turm im romanischen Stil wieder aufgebaut worden. Ein abgesetztes Rundbogenportal erschließt das Bauwerk auf der Südseite; weitere, heute vermauerte Rundbogenportale sind auf der Nord- und Südseite erkennbar. In ursprünglicher Form erhalten sind die Rundbogenfenster, je eines pro Joch, zwei an der Ostseite. Im Turmuntergeschoss befindet sich eine tonnengewölbte Gruft, im Obergeschoss querliegende Tonnengewölbe. An der Ostseite ist das Erbbegräbnis angebaut, das von Louise Achilles 1839 gestiftet wurde. Im Jahr 1938 erfolgte eine Sanierung des Inneren, wobei die vorher verputzten Feldsteine freigelegt wurden.
Im Inneren ist das Bauwerk mit kuppeligen Gewölben aus Backstein mit angeputzten Graten geschlossen. Das Turmuntergeschoss war ursprünglich mit einem mächtigen, heute vermauerten Spitzbogen zum Schiff geöffnet. Der Triumphbogen ruht auf Konsolen. Das Hauptstück der Ausstattung ist ein Kanzelaltar aus der Zeit  um 1710, der 1889 erneuert wurde und mit ornamentaler Flachschnitzerei an den Wangen verziert ist. Ein Grabstein mit einer flachen Relieffigur erinnert an Anna von Quedt († 1597).
Der Ortsfriedhof befindet sich auf dem Kirchhof.